# ROCK IN JAPAN FESTIVAL

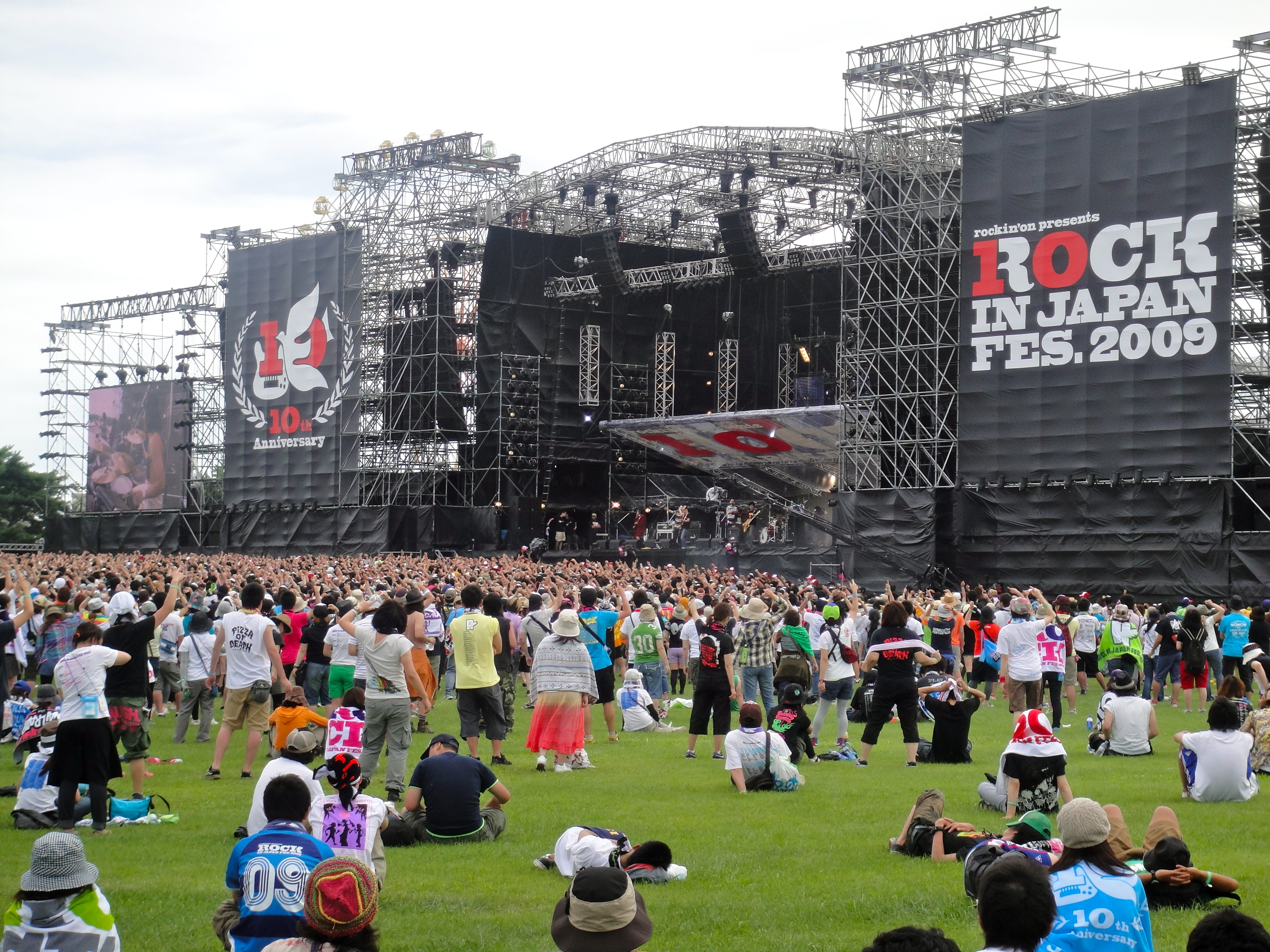
ROCK IN JAPAN FESTIVAL (2009년)

ROCK IN JAPAN FESTIVAL은 일본의 록 음악제이다. 이바라키현 히타치나카시에서 매년 8 월에 개최된다.